# Tanairí
Tanairí fue una telenovela puertorriqueña de Telemundo de Puerto Rico. Fue producida por la empresa Telemundo y por Ángel del Cerro.
El tema introductorio fue "Soledad" de Nydia Caro. La telenovela fue protagonizada por Juan Ferrara, Von Marie Méndez, Gilda Haddock, Braulio Castillo, hijo.

## Sinopsis
Se desarrolla en Puerto Rico, durante la colonia española entre los años 1847 y 1875. Se trata de la vida de Soledad Arizmendi, una joven escritora, abolicionista y dueña de una hacienda llamada Tanairí y que se enamora del coronel Gustavo Medina (Juan Ferrara) a pesar de ser el esposo de su prima Cecilia (Gilda Haddock, por lo que tiene una lucha entre su ideal político y el amor.La bella y orgullosa Soledad, educada en París en los valores de la libertad y la fraternidad, se enamora del prometido de su prima Cecilia, Gustavo, al volver a su casa de Puerto Rico. Ambos deciden sacrificar su amor para proteger a la enfermiza Cecilia.
Su estancia en Puerto Rico la devuelve a un mundo de injusticias en el que cientos de personas no son dueñas de su propia vida, es el mundo de su infancia, que había quedado latente durante sus años de formación en Francia.
La joven Soledad se debate en el dilema de aceptar lo establecido, a favor del crecimiento económico del negocio paterno, o luchar por la liberación de los puertorriqueños de raza negra, en concordancia con la educación recibida en el extranjero.
En lo más profundo de sí misma la segunda opción se le presenta como la más humana. Su posición le granjeará numerosas enemistades en su familia, entre sus vecinos y con la autoridad.
Gustavo, militar de profesión, como representante de esa autoridad, lucha por tratar de conciliar sentimientos encontrados: por una parte, la obligación contraída por su familia que lo lleva a casarse con Cecilia, amando a Soledad; por otra, el dolor por la incomprensión de su amada hacia su trabajo.
Ambos se erigen en defensores de ideologías opuestas; pero la atracción que existe entre los dos impide que lleguen a desvincularse definitivamente, pese al matrimonio de Gustavo con Cecilia y los intereses que los separan.
A la muerte de la prima, Soledad y Gustavo contraen matrimonio. Poco a poco ella lo va llevando a él hacia su causa. Cuando parece que nada puede separarlos de nuevo, e incluso un embarazo colma la dicha de ambos, se encuentran con la sorpresa de que su hija es negra.
Las acusaciones mutuas se ciernen sobre ellos. Gustavo está convencido de que su esposa lo ha estado engañando con un amigo y camarada de la causa en favor de la libertad de la raza negra. Soledad piensa que su marido es un hipócrita, al haber renegado durante tanto tiempo de su propia raza, para ella no cabe otra alternativa: Gustavo desciende de personas de color.
Finalmente, una esclava de la familia muy cercana a ella durante su infancia y a la que Soledad había concedido la libertad, le confiesa ser su madre. Tras el impacto de la noticia, Soledad espera el arrepentimiento de Gustavo por sus sospechas como condición para confesarle sus orígenes.

## Elenco
- Von Marie Méndez - Soledad Arizmendi
- Gilda Haddock - Cecilia Arizmendi
- Alba Nydia Díaz - Altagracia
- Braulio Castillo - Pedro Antonio Arizmendi
- Iris Chacón - Providencia
- Juan Ferrara - Gustavo Medina
- Ofelia D'Acosta - Emperatriz
- Viviana Falcón - María Luisa
- Julio Axel Landrón - Rosendo
- María Esther Lasalle - Cambucha
- Guillermo Leiva - el notario Medina
- Armando Martínez - Celso
- Carmen Richardson - Mariba
- Rolando Barral - Florencio Arizmendi
- Samuel Molina - Baldomero
- Eileen Navarro - María Isabel
- Roberto Rivera-Negrón - Padre Olegario
- Marina Pérez - Dolores / Dolorita
- José Reymundi - Padre Eugenio
- Orlando Rodríguez - Tomás
- Luz María Rondón - Sor Herminia
- Mercedes Sicardo - Adele
- Pedro Orlando Torres - Reverendo Patrick Moore
- Ernesto Concepción - Fiscal
- Nelson Milián - El conde de Luzón

## Emisión Internacional
República Dominicana
Italia
Grecia
Rusia
España
- Datos: Q16637731